# إسكندر حبش
إسكندر حبش شاعر وصحفي ومترجم لبناني، ولد في بيروت عام 1963م. ساهم في إصدار مجلات شعرية في الثمانينات، ويشرف على الصفحة الثقافية في جريدة (السفير). صدر له الكثير من الترجمات في الشعر والرواية من أبرزها رواية (ألف منزل للحلم والرعب) للروائي الأفغاني عتيق رحيمي، و(لست ذا شأن) للكاتب فرناندو بيسوا.

## إصدارات

### مؤلفات
- (بورتريه رجل من معدن). 1988.
- (نصف تفاحة). 1993.
- (تلك المدن). 1997.
- (أشكو الخريف).
- (لا أمل لي بهذا الصمت). 2009.
- (لا شيء أكثر من هذا الثلج). 2013.
- (حكاية الحكايات: قراءات في روايات معاصرة).
- أعد وقدّم (ديوان الشعر العربي في الربع الأخير من القرن العشرين – لبنان) الصادر عن سلسلة كتاب في جريدة.

### ترجمات
- (أجمع الذكريات كي أموت: 32 شاعر برتغالي معاصر).
- (هكذا تكلم أمبرتو إيكو).[4]
- (نجهل الوجه الذي سيختتمه الموت: من الشعر الإيطالي المعاصر).[5]
- (لست ذا شأن: شذرات) فرناندو بيسوا.[6]
- (مورفين) رواية. ميخائيل بولغاكوف. 2013.[7]
- (حرير) رواية. ألساندو باربكو.[8]
- (ألف منزل للحلم والرعب) رواية. عتيق رحيمي.
- أن تكون روائياً، حوارات في الأدب.